# 吉野有佳
吉野 有佳（よしの ゆか、1982年6月4日 - ）は東京都出身の女優。

## 人物
- 以前は月の石に所属。
- 特技は、英語、キックボクササイズ、テニス、バスケットボール、日本舞踊。
- 中型車運転免許、普通自動二輪免許を有する。
- サイズは、身長170cm、B83 W61 H92、S24.5cm

## 出演

### 映画
- 「フライングラビッツ」　瀬々敬久 監督 / バスケット実業団員
- 「アフロにした暁には」　藤村享平 監督 / 美容師役
- 「深夜裁判」　　　　　　篠原哲雄 監督 / 研究員役
- 「リアル鬼ごっこ5」　　安里麻里 監督 / 会社員・真紀役
- 「ami?amie? つきあってねーよ!」　岩崎友彦監督 / ヒロイン・グミ 役

### TV
- 「たけしの本当は怖い家庭の医学」 / ピンクレディ Mie役
- 「遊湯紀行」 / 旅番組レポーター
- 「誰も知らない泣ける歌」 / 看護婦役
- 「十津川刑事の肖像3」 / 二宮春美役
- 「タリオ 復讐代行の2人」第4話 / 女性司会者役

### 舞台
- パフォーマンス「いろ」劇団ヒゴト
- 「Dessert Moon〜砂の海であなたと」
- ネオゼネレイタープロジェクト

### CM映画
- オンリーミネラルズ / メインモデル

### スティール
- KDDIエボルバ / 求人雑誌
- 「内外タイムス」 / インタビュー記事
- いいネット / 美容ドリンク DMモデル
- 住友林業 / Webリーフレットモデル
- フルキャスト / 企業概要

### VP
- ジブラルタ生命 / 妻役

### PV
- ビデオドラマ「今、親として」 / OL役

### ラジオ
- PE’z FullCast Jungle　ゲスト出演